# 里弗代爾鎮區 (明尼蘇達州沃通旺縣)
里弗代爾鎮區（英語：Riverdale Township）是位於美國明尼蘇達州沃通旺縣的一個行政鎮區。

## 地方資料
里弗代爾鎮區的面積為100.65平方千米，當中陸地面積為100.60平方千米，而水域面積為0.05平方千米。根據2020年美國人口普查的數據，當地共有人口283人，而人口密度為每平方千米2.81人。